# Медведєва Наталія Павлівна
Наталія Павлівна Медведєва (рос. Ната́лья Па́вловна Медве́дева; 18 грудня 1915, Петроград — 12 серпня 2007, Москва) — радянська акторка театру і кіно.

## Біографія
Народилася 18 грудня 1915 року в Петрограді в інтелігентній родині. Її мати в минулому — акторка. Батько, Павло Миколайович Медведєв, був професором літератури. Довгий час він був членом правління Спілки письменників Ленінграда.
У 1937 році батька заарештували, а в 1938 році розстріляли. До його реабілітації в 1957 році Наталія жила, як дочка «ворога народу».
Незважаючи на це, в 1939 році Наталія вступила в Ленінградський театральний інститут по класу Леоніда Сергійовича Вів'єна і в 1943 році його закінчила.
З 1943 по 1944 рр. — акторка Свердловського драматичного театру під керівництвом Е. Брилля.
З 1945 по 1979 рр. — акторка Московського драматичного театру на Спартаківський (з 1968 року — Театр на Малій Бронній).
Пішла з життя 12 серпня 2007 року в Москві. Похована в Москві на Химкінському кладовищі.

## Родина
Перший чоловік (з 1934) — інженер-металург Петро Юхимович Бєльський, лауреат Сталінської премії
Дочка — журналістка Галина Петрівна Бєльська (нар. 1936), співробітниця журналу «Знання — сила»

## Фільмографія
- 1952: «Повернення Василя Бортнікова» — Авдотья Тихонівна, його дружина
- 1955: «За вітриною універмагу» — директорка швейної фабрики «Зоря» Анна Андріївна Андрєєва
- 1956: «Ілля Муромець» — княгиня Апраксія
- 1959: «Людина змінює шкіру» — Валентина Синіцина
- 1959: «Люди на мосту» — Ганна Семенівна, дружина Булигіна
- 1960: «Тричі воскреслий» — Шмельова Ганна Михайлівна, секретар райкому партії
- 1960: «І знову ранок»
- 1962: «Люди і звірі» — Валентина Сергіївна Павлова, дружина брата
- 1967: «Дім і хазяїн» — Зіна
- 1971: «Олексіїч»
- 1975: «Ольга Сергіївна» — Чергова
- 1976: «Злочин» — Лідія Андріївна Дорохіна, директор школи
- 1976: «Дні хірурга Мишкина» — Мая Петрівна